# Grand Prix de la ville de Bosco Chiesanuova
Le Grand Prix de la ville de Bosco Chiesanuova (en italien : Gran Premio Città di Bosco Chiesanuova) est une course cycliste italienne qui se déroule au mois de juillet autour de Bosco Chiesanuova, en Vénétie. Disputée entre 2013 et 2017, elle est organisée par la Pedale Scaligero.

## Palmarès
| Année                                  | Vainqueur      | Deuxième              | Troisième        |
| Gran Premio della Lessinia             |                |                       |                  |
| -------------------------------------- | -------------- | --------------------- | ---------------- |
| 2013                                   | Andrei Nechita | Nicola Gaffurini      | Giacomo Berlato  |
| Gran Premio Città di Bosco Chiesanuova |                |                       |                  |
| 2014                                   | Giulio Ciccone | Edward Ravasi         | Mirco Maestri    |
| 2015                                   | Giulio Ciccone | Edward Ravasi         | Davide Gabburo   |
| 2016                                   | Andrea Garosio | Aleksandr Riabushenko | Filippo Zaccanti |